# Schelkau
Schelkau is een plaats en voormalige gemeente in de Duitse deelstaat Saksen-Anhalt, en maakt deel uit van de Burgenlandkreis.
Schelkau telt 277 inwoners.